# Fernando Gutiérrez Cassinelli - Huanchaco
Fernando Gutiérrez Cassinelli, también conocido como Huanchaco o como Fernando Gutiérrez Cassinelli-Huanchaco. (Trujillo, 1978) es un artista peruano residente en Lima, Perú.

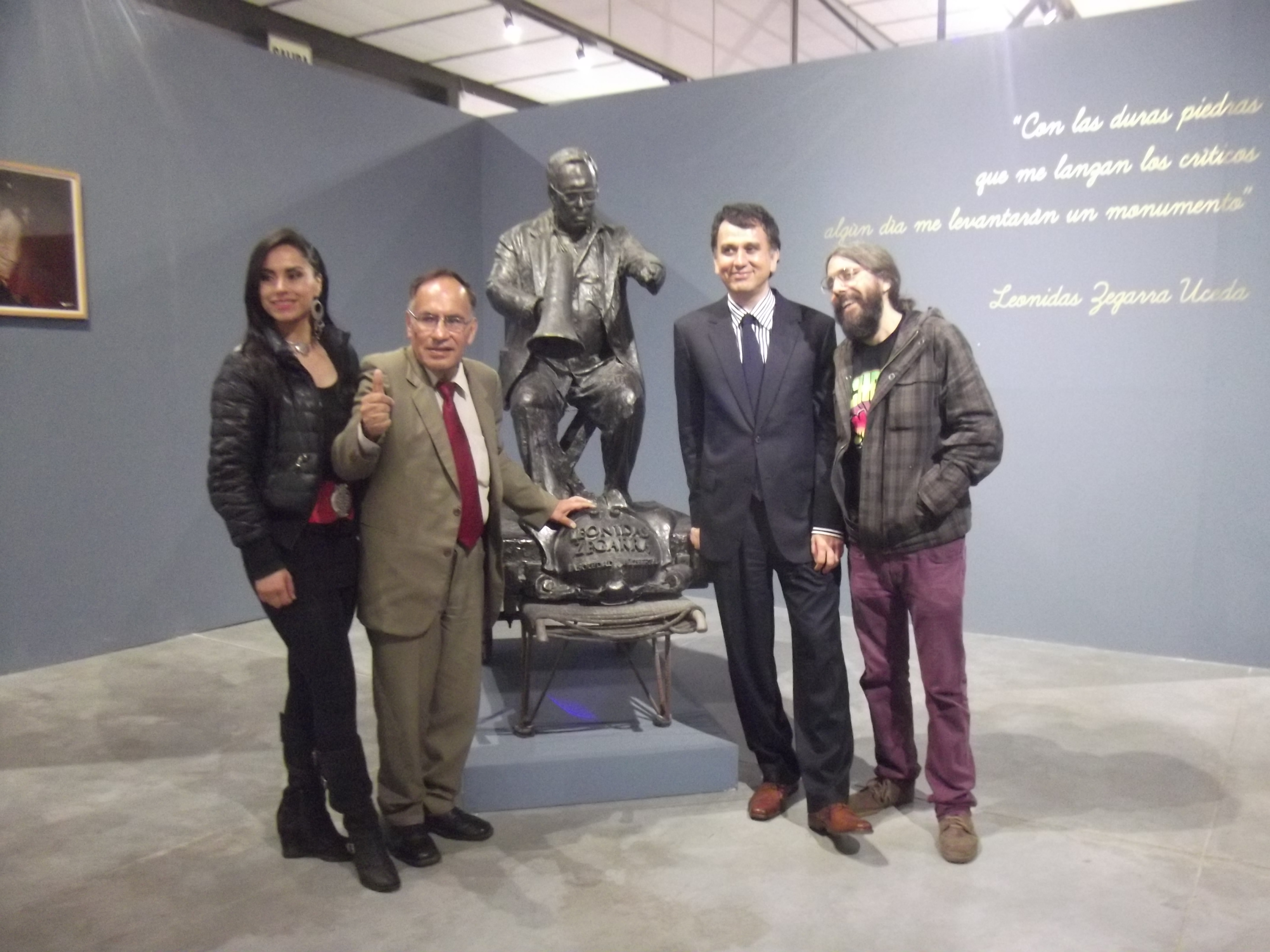
Fernando Gutiérrez Cassinelli - Huanchaco, creador de Casa Museo Leonidas Zegarra, junto a Jorge Villacorta Santamato, curador designado, el cineasta Leonidas Zegarra y la actriz Mariana Liquitaya durante la participación en Vacío Museal II - Medio siglo de museotopías peruanas 1966-2016, en el Museo de Arte Contemporáneo - Lima (MAC Lima), viernes 2 de septiembre de 2016.

## Biografía
Con estudios en la Pontificia Universidad Católica del Perú (1997-2000, Lima, Perú), desarrolla su trabajo a través de la pintura, la fotografía, la escultura y el video. Con cursos adicionales en Fotografía Blanco y Negro, Centro de la Imagen, Lima, Perú.
Como profesor da clases de pintura en la Escuela Superior de Bellas Artes Corriente Alterna.

## Estilo artístico
La obra de Huanchaco plantea, a partir de la apropiación y reinterpretación paródica de pinturas históricas del siglo XIX, sobrellevar los “descalabros” de la Historia del Perú.
Como artista, el trabajo de Huanchaco, se adentra en los límites de lo posible desde la mitología y sociología peruana. En su trabajo suele colaborar con grupos diversos de personas para, desde el rigor y el delirio, hablarnos de temas universales.

Su estilo está atravesado por los recuerdos de su infancia:
“Yo crecí visitando el Museo de la Nación y ese fascinante espacio ocupado por la réplica del Lanzón Monolítico Chavín, que a mi abuelita y a mí nos daba miedo y emocionaba profundamente”.
“Siempre una hubo una situación de complot en mi familia, el hecho que siempre haya tenido un hermano mellizo, hizo que yo siempre estuviese jugando. De hecho la creatividad más fuerte es cuando es un niño, juegas y a través del juego es como construyes cosas."

## Obra
Su obra Manual para hablar con Dios ha formado parte de maquinaciones, una exposición con curaduría de Pablo Allepuz, Manuel Borja-Villel, ILiana Fokianaki, Rafael García y Teresa Velázquez para el Museo Nacional Centro de Arte Reina Sofía (MNCARS, 2023). La exposición parte de la concepción de 'máquina' formulada en 1968 por los pensadores franceses Félix Guattari y Gilles Deleuze.
En el Museo de Arte Contemporáneo de Lima (MAC, 8 de julio de 2021 al 16 de enero de 2022) presentó Civilización Atalaya, una muestra que la curadora Giuliana Vidarte definía como: “Las historias de nuestro pasado han sido nutridas por las miradas externas de investigadores y viajeros, pero también se sostienen sobre relaciones cercanas que nos han formado desde dimensiones personales”.
Entre sus exposiciones individuales, cabe destacar: “Superchaco” (2006) y “Número 2” (2009) en la galería Lucía de la Puente, Lima; “De Nuevo a la Vida. Homenaje / Instalación de Huanchaco una Leónidas Zegarra”, Centro Cultural Inca Garcilaso, Ministerio de Relaciones Exteriores, Lima (2010).
Huanchaco ha mostrado su obra en numerosas exposiciones nacionales e internacionales, entre ellas: “Menos Tiempo que Lugar” (2010-2011), curada por Alfons Hug; en la Bienal de Venecia presentó “Entre el Siempre y el Jamás” en The Latin American Pavilion (2011); en Frank Suss Collection, Saatchi Gallery, Londres (2010); en “Estado de las ficciones”, Centro Cultural de España, Lima (2010); en “Lima me mata”, Centro Cultural Británico, Lima (2009); en “Visiones post-Nuevas Ilusiones. Arte crítico en Lima (1980-2006)” Museo de la Nación, Lima (2006).
También ha participado en las ferias de arte ARCO Madrid, LimaPhoto, PINTA Londres y ArtBo Bogotá.
Admirador de la obra de Leonidas Zegarra, ha desarrollado el proyecto Casa Museo Leonidas Zegarra y designado a Jorge Villacorta Santamato como su curador. El año 2016, su propuesta participó como museotopia en la muestra Vacío Museal II: Medio siglo de museotopías peruanas (1966 – 2016), curada por Gustavo Buntinx, presentada en el Museo de Arte Contemporáneo - Lima (MAC Lima).

## Premios y reconocimientos
Fue premiado con el IX Premio illy SustainArt en ARCOmadrid-2016.
De 2006 a 2007 fue becado por la Fundación Pollock-Krasner.
Recibió de 1999 a 2002 el Premio anual Adolfo Winternitz.